# Società Sportiva Fiammamonza 1997-1998
Questa voce raccoglie le informazioni riguardanti la Società Sportiva Fiammamonza nelle competizioni ufficiali della stagione 1997-1998.

## Rosa
Rosa aggiornata alla fine della stagione.
| N. |                   | Ruolo | Calciatrice        |
| -- | ----------------- | ----- | ------------------ |
|    | Italia (bandiera) | D     | Luana Amenta       |
|    | Italia (bandiera) | C     | Paola Balconi      |
|    | Italia (bandiera) | P     | Monica Castiglioni |
|    | Italia (bandiera) | P     | Sara Cattaneo      |
|    | Italia (bandiera) | D     | Simona Consonni    |
|    | Italia (bandiera) | C     | Stefania Cordone   |
|    | Italia (bandiera) | D     | Rossella Crimella  |
|    | Italia (bandiera) | C     | Stefania De Marco  |
|    | Italia (bandiera) | C     | Laura Donghi       |
|    | Italia (bandiera) | A     | Silvia Fusciani    |
|    | Italia (bandiera) | A     | Erika Ghisalberti  |

| N. |                   | Ruolo | Calciatrice      |
| -- | ----------------- | ----- | ---------------- |
|    | Italia (bandiera) | C     | Stella La Capra  |
|    | Italia (bandiera) | C     | Simona Luvetti   |
|    | Italia (bandiera) | D     | Katia Mattarel   |
|    | Italia (bandiera) | A     | Debora Novelli   |
|    | Italia (bandiera) | C     | Liliana Paggi    |
|    | Italia (bandiera) | D     | Silvia Remartini |
|    | Italia (bandiera) | C     | Elena Rodolfi    |
|    | Italia (bandiera) | A     | Alessandra Rota  |
|    | Italia (bandiera) | D     | Roberta Russo    |
|    | Italia (bandiera) | D     | Stefania Zerboni |
|    | Italia (bandiera) | C     | Paola Zonca      |

## Calciomercato

### Sessione estiva
| Acquisti | Acquisti           | Acquisti   | Acquisti   |
| R.       | Nome               | da         | Modalità   |
| -------- | ------------------ | ---------- | ---------- |
| P        | Monica Castiglioni | Azalee     | definitivo |
| D        | Rossella Crimella  | Calendasco | definitivo |
| D        | Silvia Remartini   | Calendasco | definitivo |
| C        | Stefania De Marco  | Calendasco | definitivo |
| C        | Stella La Capra    | Calendasco | definitivo |
| C        | Elena Rodolfi      | Torino     | definitivo |
| A        | Debora Novelli     | ACF Milan  | definitivo |

| Cessioni | Cessioni | Cessioni | Cessioni |
| R.       | Nome     | a        | Modalità |
| -------- | -------- | -------- | -------- |
|          |          |          |          |

## Risultati

### Serie A

#### Girone di andata
| Agliana 27 settembre 1997 1ª giornata | Agliana | 5 – 2 | Fiammamonza | Stadio comunale Germano Bellucci |

| Monza 4 ottobre 1997, ore --:-- CEST 2ª giornata | Fiammamonza | 3 – 2 | Lazio CF | Stadio Gino Alfonso Sada |

| 11 ottobre 1997, ore 15:30 CEST 3ª giornata | Torino | 2 – 3 | Fiammamonza |  |

| Monza 18 ottobre 1997, ore 15:30 CEST 4ª giornata | Fiammamonza | 0 – 3 | Modena | Stadio Gino Alfonso Sada |

| Sassari 25 ottobre 1997, ore --:-- CEST 5ª giornata | Torres Fo.S. | 6 – 3 | Fiammamonza | Stadio Acquedotto |

| Monza 1º novembre 1997, ore --:-- CET 6ª giornata | Fiammamonza | 1 – 3 | ACF Milan | Stadio Gino Alfonso Sada |

| Castel di Lama 8 novembre 1997, ore --:-- CET 7ª giornata | Autolelli Picenum | 2 – 1 | Fiammamonza |  |

| Monza 29 novembre 1997, ore --:-- CET 8ª giornata | Fiammamonza | 1 – 1 | Sporting Sorrento Crems | Stadio Gino Alfonso Sada |

| Riva del Garda 6 dicembre 1997, ore --:-- CET 9ª giornata | Riva del Garda | 3 – 0 | Fiammamonza |  |

| Monza 13 dicembre 1997, ore --:-- CET 10ª giornata | Fiammamonza | 0 – 0 | Bardolino | Stadio Gino Alfonso Sada |

| Cascine Vica 20 novembre 1997, ore --:-- CET 11ª giornata | Cascine Vica | 5 – 2 | Fiammamonza |  |

| Arbitro: | Laruccia (Bari) |

|             |           |                                                                     |
| Rodolfi 12’ | Marcatori | 9’ Salmaso 19’, 29’, 89’ Ulivi 44’, 47’, 53’ Carta 85’ Am. Balducci |

| Arbitro: | Di Braida (Trento) |

|                                   |           |                     |
| Russo 40’ Fusciani 50’ Donghi 67’ | Marcatori | 55’, 84’ Longinotti |

| Segrate 17 gennaio 1998, ore 14:30 CET 14ª giornata | Sporting Segrate 92 | 0 – 0 referto | Fiammamonza | \| Arbitro: \| Scarpa (Milano) \| |
| Arbitro:                                            | Scarpa (Milano)     |               |             |                                   |

| Arbitro: | Boresta (Roma) |

|  |           |                   |
|  | Marcatori | 35’, 53’ Ulivieri |

#### Girone di ritorno
| Arbitro: | Faraguna (Trento) |

|             |           |                    |
| Cordone 18’ | Marcatori | 74’, 90+4’ Ferrari |

| Arbitro: | Vancini (Finale Emilia) |

|             |           |             |
| Di Bari 90’ | Marcatori | 23’ Novelli |

| Monza 14 febbraio 1998, ore 14:30 CET 18ª giornata           | Fiammamonza | 1 – 1 referto  | Torino | Stadio Gino Alfonso Sada |
| \| \| \| \| \| Novelli 40’ \| Marcatori \| 72’ Mazzarella \| |             |                |        |                          |
|                                                              |             |                |        |                          |
| Novelli 40’                                                  | Marcatori   | 72’ Mazzarella |        |                          |

| Arbitro: | Falso (Formia) |

|                       |           |  |
| Panico 46’ Morace 69’ | Marcatori |  |

| Arbitro: | Mareiano (Albenga) |

|             |           |  |
| Novelli 20’ | Marcatori |  |

| Triginto, Mediglia 14 marzo 1998, ore 15:00 CET 21ª giornata | ACF Milan        | 0 – 0 referto | Fiammamonza | Campo sportivo Vigorelli\| Arbitro: \| Rinaldi (Tivoli) \| |
| Arbitro:                                                     | Rinaldi (Tivoli) |               |             |                                                            |

| Arbitro: | Liut (Pisa) |

|                                        |           |                |
| Novelli 1’, 63’ Fusciani 3’ Donghi 83’ | Marcatori | 43’ Mengarelli |

| Arbitro: | Casciaro (Cosenza) |

|  |           |             |
|  | Marcatori | 90’ Balconi |

| Arbitro: | Bellò (Torino) |

|                       |           |  |
| Novelli 15’ Russo 29’ | Marcatori |  |

| Arbitro: | Laruccia (Bari) |

|                                                |           |  |
| Placchi 7’, 18’, 64’ Boni 45’, 77’ Bersani 82’ | Marcatori |  |

| Arbitro: | De Toni (Schio) |

|             |           |                           |
| Cordone 70’ | Marcatori | 7’, 84’ Guarino 89’ Trivè |

| Arbitro: | Mugnisi (Siena) |

|                     |           |                         |
| Carta 18’ Ulivi 90’ | Marcatori | 2’ Novelli 30’ Fusciani |

| Arbitro: | Bravi (Macerata) |

|                |           |                                    |
| Mosti 48’, 79’ | Marcatori | 25’ Russo 73’ Novelli 81’ Fusciani |

| Arbitro: | Pastore (Potenza) |

|  |           |                        |
|  | Marcatori | 29’ Violi 42’ Molinari |

| Arbitro: | Atzori (Roma) |

|                              |           |             |
| Sberti 15’, 55’ Pallotti 69’ | Marcatori | 43’ Novelli |

## Statistiche

### Statistiche di squadra
| Competizione | Punti | In casa | In casa | In casa | In casa | In casa | In casa | In trasferta | In trasferta | In trasferta | In trasferta | In trasferta | In trasferta | Totale | Totale | Totale | Totale | Totale | Totale | DR  |
| Competizione | Punti | G       | V       | N       | P       | Gf      | Gs      | G            | V            | N            | P            | Gf           | Gs           | G      | V      | N      | P      | Gf     | Gs     | DR  |
| ------------ | ----- | ------- | ------- | ------- | ------- | ------- | ------- | ------------ | ------------ | ------------ | ------------ | ------------ | ------------ | ------ | ------ | ------ | ------ | ------ | ------ | --- |
| Serie A      | 31    | 15      | 5       | 3       | 7       | 19      | 30      | 15           | 3            | 4            | 8            | 19           | 39           | 30     | 8      | 7      | 15     | 38     | 69     | -31 |
| Coppa Italia | -     | .       | .       | .       | .       | .       | .       | .            | .            | .            | .            | .            | .            | .      | .      | .      | .      | .      | .      | .   |
| Totale       | -     | .       | .       | .       | .       | .       | .       | .            | .            | .            | .            | .            | .            | .      | .      | .      | .      | .      | .      | .   |

### Andamento in campionato
| Giornata  | 1 | 2 | 3 | 4 | 5 | 6 | 7 | 8 | 9 | 10 | 11 | 12 | 13 | 14 | 15 | 16 | 17 | 18 | 19 | 20 | 21 | 22 | 23 | 24 | 25 | 26 | 27 | 28 | 29 | 30 |
| --------- | - | - | - | - | - | - | - | - | - | -- | -- | -- | -- | -- | -- | -- | -- | -- | -- | -- | -- | -- | -- | -- | -- | -- | -- | -- | -- | -- |
| Luogo     | T | C | T | C | T | C | T | C | T | C  | T  | C  | C  | T  | C  | C  | T  | C  | T  | C  | T  | C  | T  | C  | T  | C  | T  | T  | C  | T  |
| Risultato | P | V | V | P | P | P | P | N | P | N  | P  | P  | V  | N  | P  | P  | N  | N  | P  | V  | N  | V  | V  | V  | P  | P  | N  | V  | P  | P  |
| Posizione |   | 7 |   |   |   |   |   |   |   |    | 13 | 14 | 12 | 14 | 14 | 15 | 15 | 15 | 15 | 13 | 14 | 12 | 10 | 9  | 9  | 10 | 10 | 9  | 9  | 10 |

Legenda:

Luogo: C = Casa; T = Trasferta. Risultato: V = Vittoria; N = Pareggio; P = Sconfitta.